# زلوسین
زلوسین (به لاتین: Zlosyň) یک منطقهٔ مسکونی در جمهوری چک است که در شهرستان میلنیک واقع شده‌است. زلوسین ۵٫۸۷ کیلومتر مربع مساحت و ۴۵۵ نفر جمعیت دارد و ۱۷۹ متر بالاتر از سطح دریا واقع شده‌است.